# Menzengraben
Menzengraben ist ein Ortsteil von Dermbach im Wartburgkreis in Thüringen.

## Lage
Die Kleinsiedlung befindet sich etwa zwei Kilometer nordwestlich von Stadtlengsfeld an der Felda und der Landesstraße 1022, die von Dorndorf zur Bundesstraße 285 und nach Dermbach führt.
Die geographische Höhe des Ortes beträgt 265 m ü. NN.
Der Ort verfügt über eine Ausflugsgaststätte und einen Teich. Der Ort kann mit dem Regionalverkehr oder auf Wanderwegen von Stadtlengsfeld aus erreicht werden.
Menzengraben hatte einen Haltepunkt an der Feldabahn (Dorndorf–Kaltennordheim). Die Strecke wurde 1997 stillgelegt und die Gleise zwischen Weilar und Kaltennordheim im Jahr 2008 demontiert.

## Geschichte

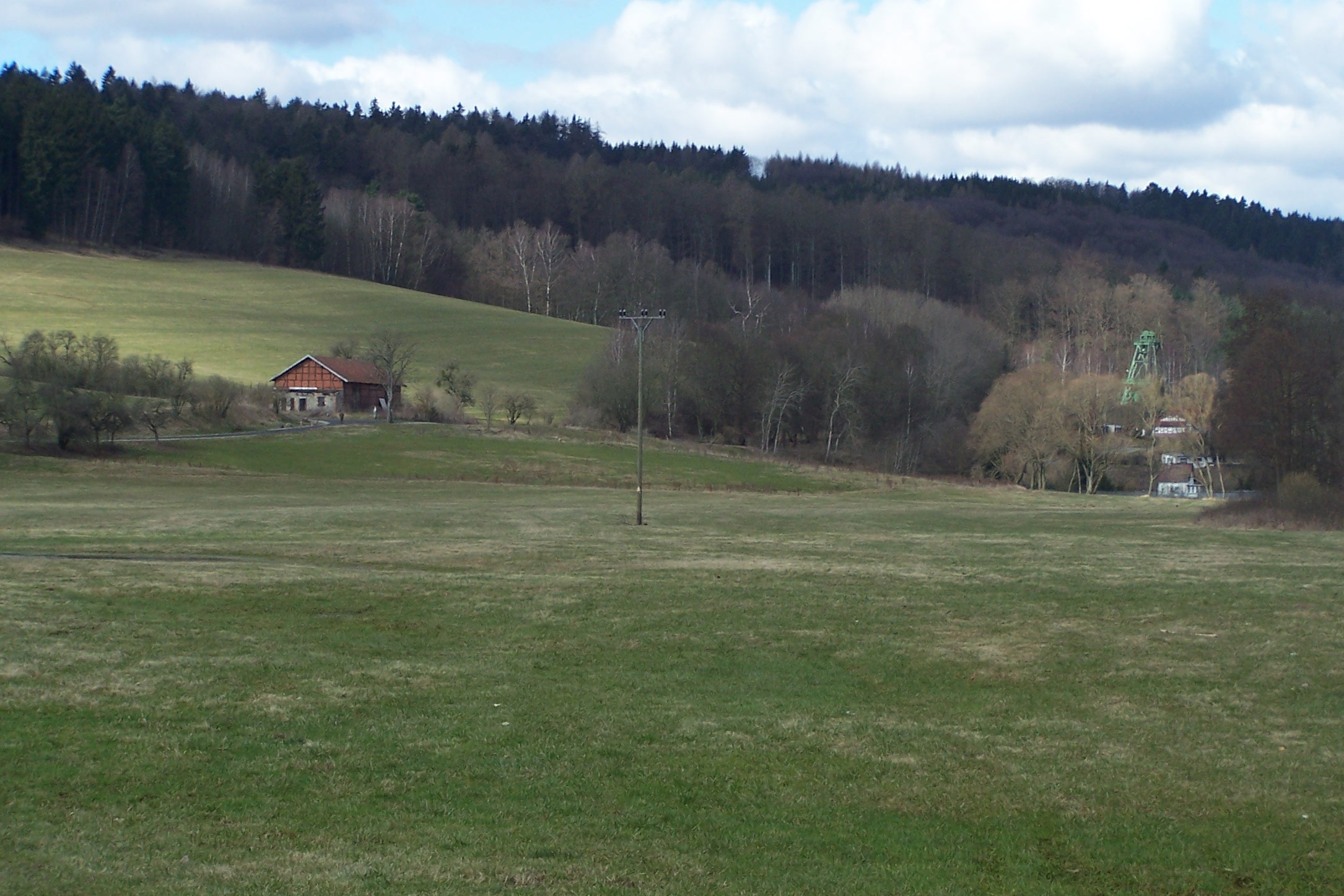
Blick zum Standort des ehemaligen Schrammenhofes

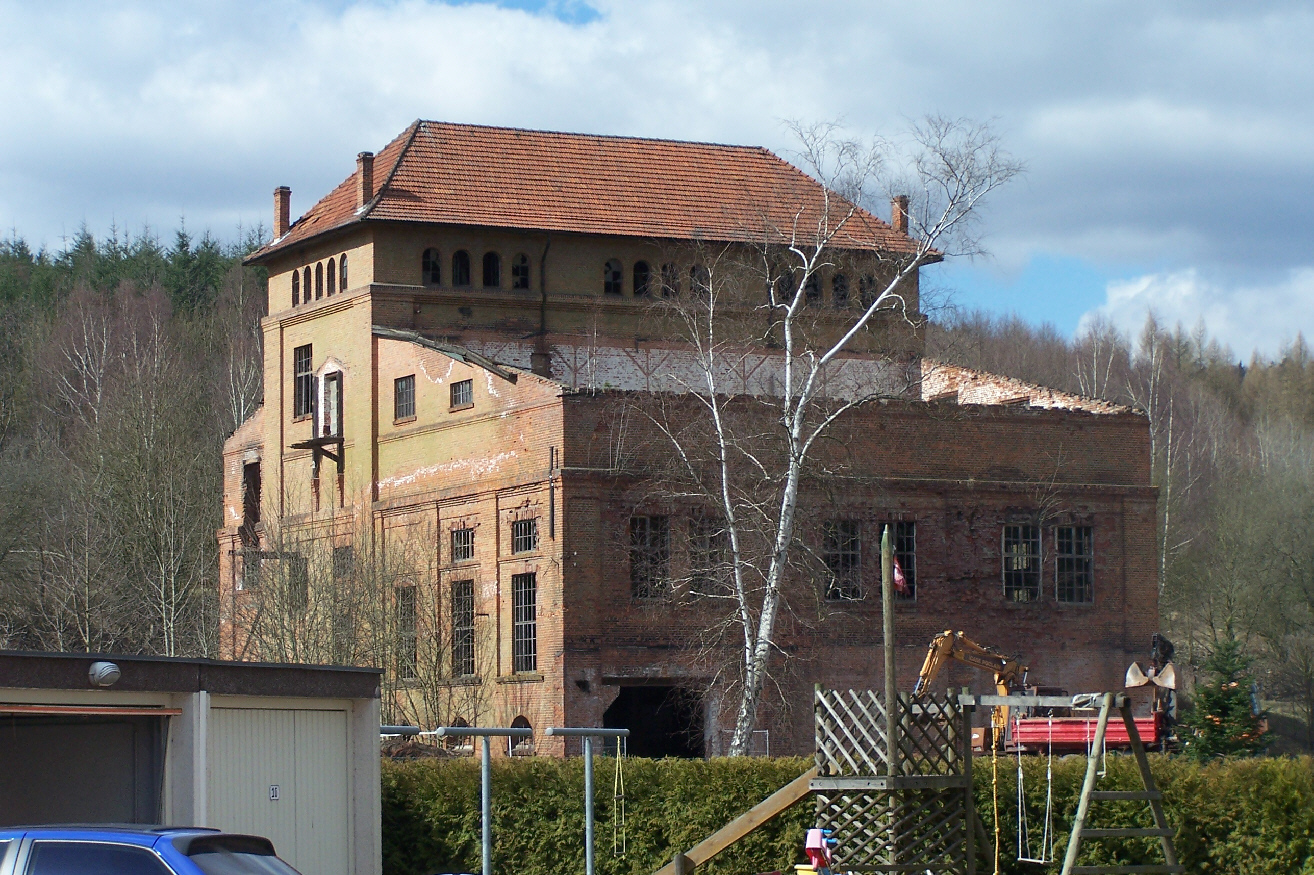
Ein 2009 im Umbau befindliches Bergwerksgebäude

Der Schrammenhof war das älteste Gebäude in Menzengraben und kann als Vorwerk der Stadtlengsfelder Burg bis in das 13. Jahrhundert belegt werden. Der als Dreiseithof errichtete Bauernhof lag im Wiesengrund der Felda, etwa 50 m vom Fluss und 200 m von den Schachtanlagen entfernt. In Sichtweite des Gehöftes entstand später die Schneidmühle – heute ein Sägewerk – am rechten Feldaufer nur wenige Meter oberhalb der Feldabahn-Brücke von Menzengraben, auch dieses Fachwerkgebäude gehörte zu Stadtlengsfeld.
Anlass für die erst 1911 erfolgte Gründung der Bergarbeitersiedlung Menzengraben war der Aufbau der Schachtanlagen „Großherzog von Sachsen II und III “ in der nördlichen Flur von Stadtlengsfeld. Diese zum Werra-Kalirevier gehörenden Schächte besaßen einen eigenen Haltepunkt „Menzengraben“ an der Feldabahn sowie Gleisanlagen für Material und Kalisalztransport.
In der Nähe des Schachtes mit Förderturm, Maschinenhaus und weiteren technischen Anlagen stand das Verwaltungsgebäude und ein Beamtenhaus. Neben der Straße  wurden mehrere Wohnhäuser für angeworbene Bergleute errichtet, die als Angestellte der Gewerkschaft arbeiteten.
Wegen der geologischen Besonderheiten im Flöz der beiden Schachtanlagen in Menzengraben mit einer gefährlichen Anhäufung von Gaseinschlüssen wurde 1958, in Reaktion auf ein schweres Grubenunglück mit sechs Toten, der Abbau eingestellt. Die Schachtanlagen wurden fortan als Versorgungsschächte zur Materialeinfuhr genutzt. Reste der alten Schachtanlagen aus der Gründerzeit des Ortes wurden in den 1990er Jahren als Technische Denkmale unter Schutz gestellt.
Zum 1. Januar 2019 kam Menzengraben im Zuge der Eingemeindung von Stadtlengsfeld zur Gemeinde Dermbach.